# Crowell (Teksas)
Crowell je grad u američkoj saveznoj državi Teksas. Prema popisu stanovništva iz 2010. u njemu je živjelo 948 stanovnika.